# Astrachan
Astrachan (Russisch: Астрахань, Tataars: Ästerxan) is een van de grote steden in zuidelijk Europees-Rusland en is het bestuurlijke centrum van oblast Astrachan. Er leven ruim 529 000 mensen (stand 2020). De stad is gelegen aan de Wolgadelta die ongeveer 100 km verderop uitmondt in de Kaspische Zee. Vanwege deze ligging heeft Astrachan een belangrijke rivier- en zeehaven. Astrachan is vooral bekend om de kaviaar.
Als naam voor deze stad zijn ook Etil en İtil bekend. Beide namen hebben betrekking op de rivier waaraan deze stad is gelegen: İdel is de Turkse/Tataarse naam voor de Wolga.
Als handelscentrum tussen Europa, de Oriënt en de Kaukasus is Astrachan redelijk welvarend geweest. De economische betekenis is te danken aan de aanwezigheid van vis in de rivier, met name steur die goed is voor de kaviaarproductie, en de toegang tot de Kaspische Zee in verband met de olieproductie. De haven is de op een na grootste van Rusland, gemeten naar de omvang van goederenoverslag.

## Geschiedenis
In het vruchtbare gebied in de Wolgadelta waren de hoofdsteden van de Chazaren en de Gouden Horde gevestigd. Astrachan zelf werd voor het eerst genoemd door reizigers in de vroege dertiende eeuw als Xacitarxan. De stad werd door de Turkse veroveraar Timoer de Grote tot de grond toe platgebrand. Van 1459 tot 1556 was Xacitarxan de hoofdstad van het kanaat Astrachan. De ruïnes van deze middeleeuwse nederzetting werden door archeologen 12 km bovenstrooms van de huidige stad teruggevonden.
In 1556 werd het kanaat veroverd door Ivan de Verschrikkelijke nadat hij eerst Kazan had ingenomen. Zijn troepen verwoestten de oorspronkelijke Tataarse stad en bouwden een nieuw fort op een steile heuvel met zicht op de Wolga. In 1569 werd Astrakhan belegerd door het Ottomaanse leger, dat zich echter in wanorde moest terugtrekken. Een jaar later deed de sultan afstand van zijn aanspraken op Astrachan, waardoor de gehele Wolga vrij kwam voor Russisch verkeer. In de 17e eeuw ontwikkelde de stad zich als een Russische poort naar de Oriënt. Veel handelaren uit Armenië, Perzië en Xiva vestigden zich in de binnenstad, waardoor het een multinationaal en bont geschakeerd karakter kreeg.
Gedurende 17 maanden in 1670-71 was Astrachan in de greep van Stepan Razin en zijn Kozakken. In het begin van de daarop volgende eeuw liet Peter de Grote er een scheepswerf bouwen en maakte hij van Astrachan de basis voor zijn vijandelijkheden tegen Perzië. Later in die eeuw gunde Catharina II de stad belangrijke industriële rechten.
De stad kwam weer in opstand tegen de tsaar in 1705, toen het in de greep was van de Kozakken onder leiding van Kondrati Boelavin. Enkele jaren daarvoor brak een Kalmukse khan een belegering van het Kremlin voortijdig af. In 1711 werd de stad hoofdstad van een "goebernija". In 1702, 1718 en 1767, leed de stad hevig onder branden. In 1719 werd Astrachan geplunderd door de Perzen en in 1830 eiste de cholera veel slachtoffers.
Het kremlin van Astrachan werd gebouwd in de periode tussen 1580 en 1620 uit bakstenen die werden weggehaald uit de stad Sarai Berke. De twee indrukwekkende kathedralen van het Kremlin werden ingewijd in 1700 resp. 1710. Ze werden gebouwd door bouwmeesters van Jaroslavl, waardoor ze veel traditionele trekken van Russische kerkarchitectuur bevatten, terwijl het exterieur duidelijk in barokstijl is opgetrokken. Zie Kathedraal van de Ontslapenis van de Moeder Gods (Astrachan).

## Vervoer en transport
De stad heeft een luchthaven, vanwaaraf door vier luchtvaartmaatschappijen dagelijks wordt gevlogen op Moskou en op andere grote steden in Rusland en de steden Jerevan en Aktau. De stad heeft een spoorstation aan de Wolgaspoorlijn (geopend in 1909). Het stedelijk vervoer bestaat uit vier trolleybuslijnen, 22 autobuslijnen en 78 marsjroetkalijnen. Ook wordt lokaal riviertransport uitgevoerd over de Wolga.
In 1900 kreeg de stad ook een tramnetwerk, maar na de val van de Sovjet-Unie werd dit netwerk steeds verder ingekrompen en na een overstroming in 2007, werd besloten het netwerk op te heffen.

## Geografie
Astrachan ligt op een relatief vlak plateau met een aantal kleine heuvels met een hoogte van 5 tot 15 meter. Het grootste deel van de stad ligt onder zeeniveau op een hoogte van ongeveer -21 meter (de oever van de Wolga bevindt zich op -26 meter, in de overstromingsperiode stijgt het peil tot -23 meter). Het landschap rond de stad bestaat uit zogenaamde grijze salie-woestijn, overstromingsgraslanden en toegajbossen (een soort ooibossen). Voorkomende grondsoorten zijn bruine bodems en alluviale grasbodems. De Wolgadelta is rijk aan vis- en andere diersoorten, die vanuit heel Rusland jagers en vissers trekken.

### Klimaat
De stad ligt in een gebied met een scherp land- tot droog klimaat. In de winter valt soms neerslag in de vorm van regen of sneeuw, maar deze verdampt meestal weer snel. De regio staat bekend om de sterke oostenwinden, die zorgen voor droge en stoffige lucht in de zomer en relatief lage temperaturen in de winter. De winter begint gewoonlijk tussen 15 en 20 november en de zomer (die gewoonlijk wordt gezien als de periode met temperaturen boven de 15 °C) in de eerste dagen van mei en duurt ongeveer 4,5 maanden. De gemiddelde jaarlijkse temperatuur bedraagt +9,9 °C. De gemiddelde jaarlijkse luchtvochtigheid bedraagt 69% en de gemiddelde windsnelheid 3,3 m/s.
| Maand                       | jan   | feb  | mrt   | apr  | mei  | jun  | jul  | aug  | sep  | okt   | nov   | dec   | Jaar |
| --------------------------- | ----- | ---- | ----- | ---- | ---- | ---- | ---- | ---- | ---- | ----- | ----- | ----- | ---- |
| Hoogste maximum (°C)        | 14    | 16,9 | 24    | 32   | 36,8 | 39,6 | 41   | 40   | 35,8 | 29,5  | 21,5  | 16,4  | 41   |
| Gemiddeld maximum (°C)      | −2,3  | −1,3 | 5,5   | 16,3 | 24   | 28,5 | 31,1 | 29,7 | 23,4 | 15    | 6,6   | 0,2   | 15   |
| Gemiddelde temperatuur (°C) | −5,4  | −4,9 | 1,2   | 11   | 18,3 | 22,7 | 25,1 | 23,2 | 17,3 | 9,1   | 3,1   | −1,7  | 9,9  |
| Gemiddeld minimum (°C)      | −9,4  | −9,2 | −3,6  | 4,7  | 12,4 | 17,7 | 19,9 | 17,8 | 11,9 | 5     | −0,6  | −5,8  | 5,2  |
| Laagste minimum (°C)        | −31,8 | −33  | −26,9 | −8,9 | −1,1 | 6,1  | 10,1 | 6,1  | −2   | −10,5 | −25,8 | −29,9 | −33  |
|                             |       |      |       |      |      |      |      |      |      |       |       |       |      |
| Neerslag (mm)               | 15    | 10   | 16    | 25   | 22   | 21   | 15   | 17   | 23   | 17    | 17    | 15    | 213  |
| Bron: (ru) Weer en klimaat  |       |      |       |      |      |      |      |      |      |       |       |       |      |

## Bezienswaardigheden
- Ontslapeniskathedraal
- Vladimirkathedraal
- Maria Hemelvaartkerk
- Triniteitskathedraal

## Afbeeldingen

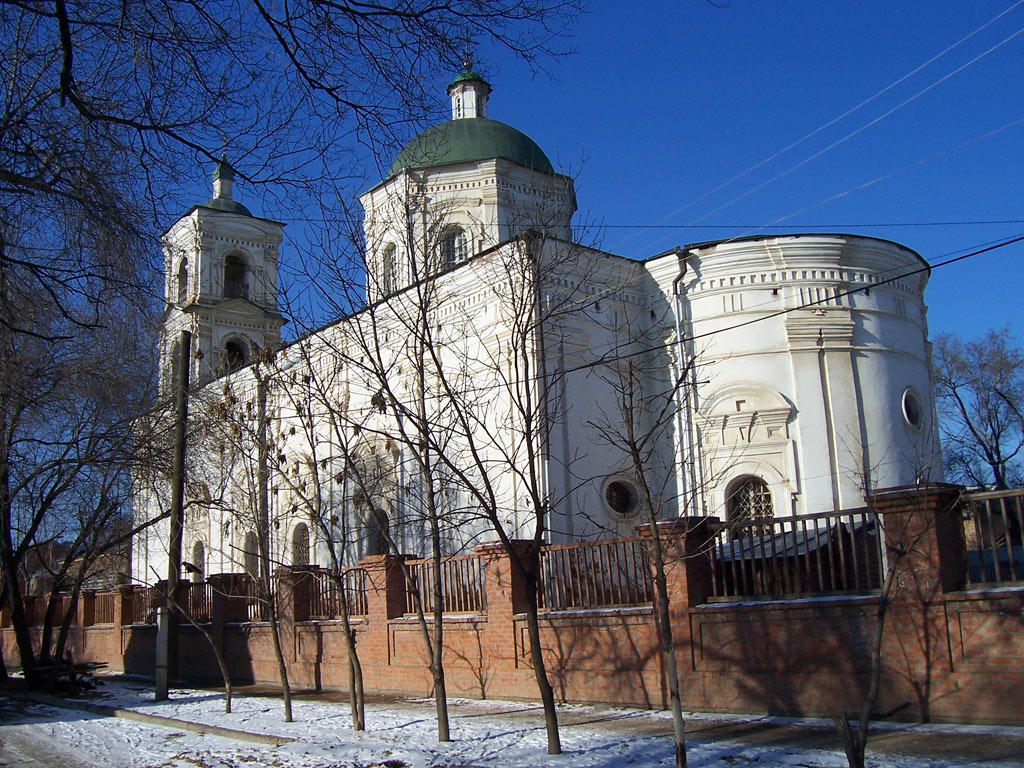
Maria Hemelvaartkerk (1778), de derde katholieke kerk die in Europees-Rusland werd gebouwd
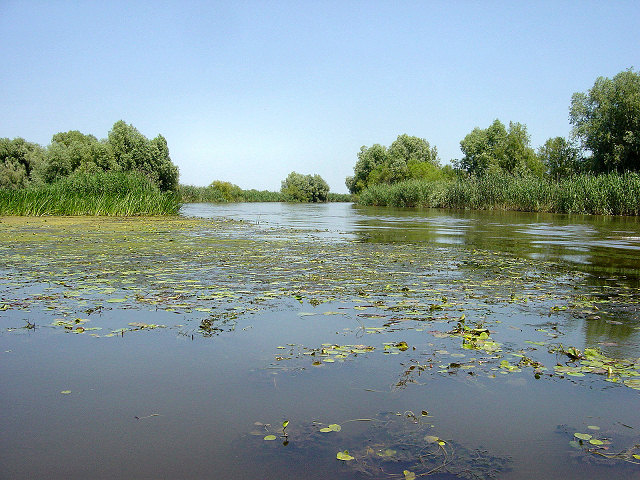
De delta nabij de stad
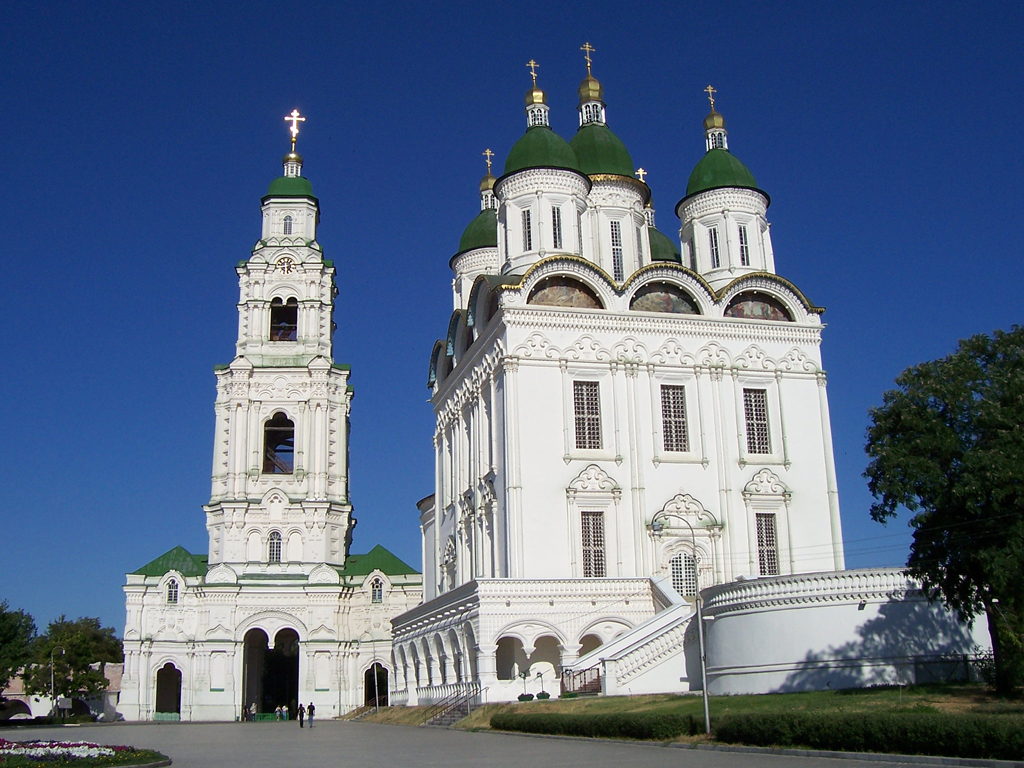
Ontslapeniskathedraal in het kremlin
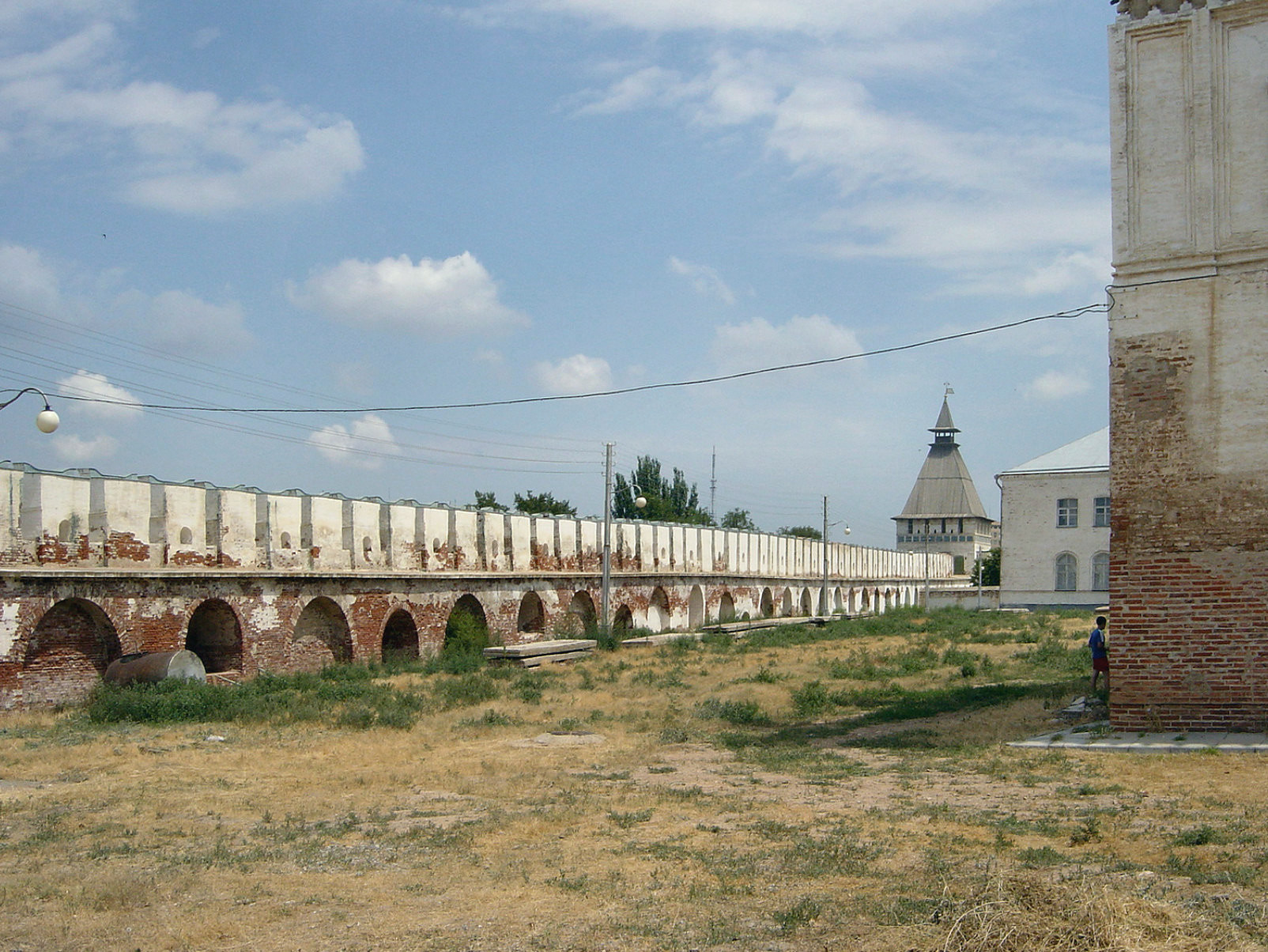
Kremlin van Astrachan
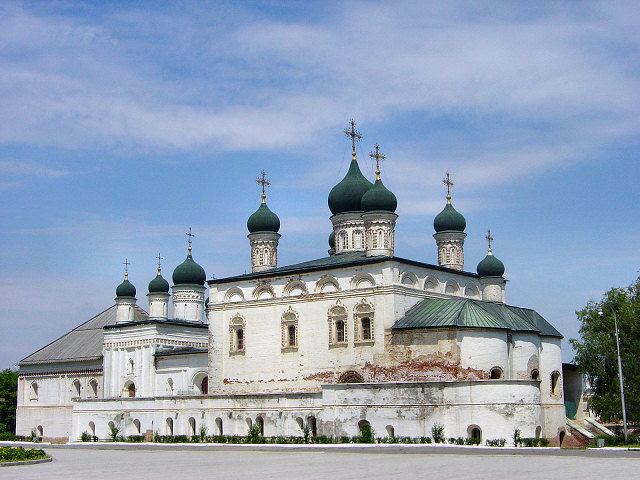
Triniteitskathedraal

## Geboren
- Rinat Dasajev (1957), voetballer
- Darja Pisjtsjalnikova (1985), atlete
- Luara Hairapetian (1997), zangeres

Bestuurlijk centrum: Astrachan
Achtoebinsk · Charabali · Kamyzjak · Narimanov · Znamensk